# Fontaine commémorative Crkvenac
La fontaine commémorative Crkvenac (en serbe cyrillique : Спомен чесма Црквенац у Младеновцу ; en serbe latin : Spomen česma Crkvenac u Mladenovcu), est située dans la municipalité de Mladenovac et sur le territoire de la ville de Belgrade en Serbie. Elle est inscrite sur la liste des monuments culturels protégés de la république de Serbie (identifiant no SK 414) et sur la liste des biens culturels de la ville de Belgrade.
La fontaine a été construite pendant la Première Guerre mondiale en l'honneur des Écossaises qui ont traité et soigné pendant la guerre les blessés de l'Armée serbe.

## Historique

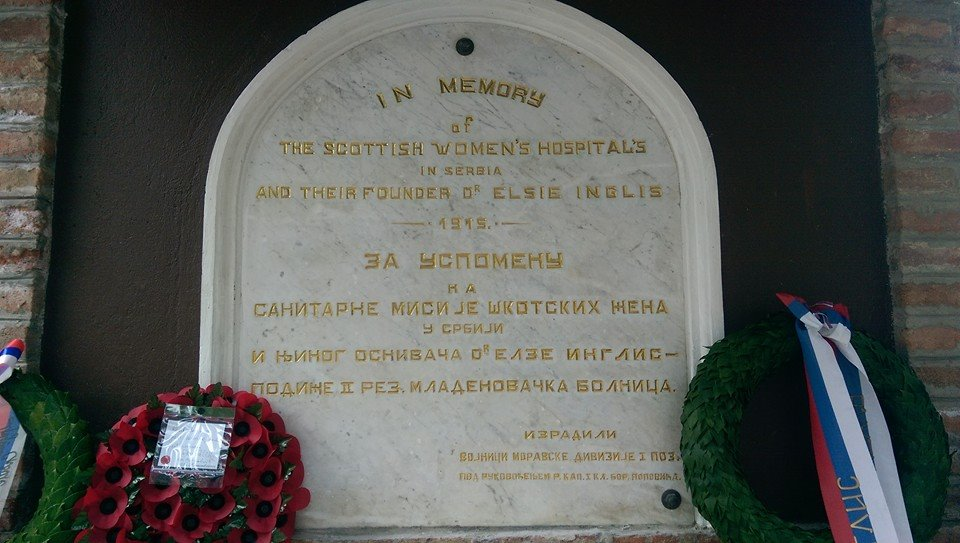
Plaque commémorative

Lors de l'invasion et du retrait, et pendant les opérations militaires ultérieures sur le territoire de la Serbie, de nombreuses missions médicales alliées travaillaient. « Les médecins et les infirmières, dans le cadre des missions médicales de Grande-Bretagne, principalement les membres des hôpitaux de femmes écossaises fonctionnaient d’une manière disciplinée et efficace dans la mesure du possible. Depuis le début de l'invasion, les hôpitaux britanniques à Mladenovac, Lazarevac et Valjevo se sont retrouvés pour ainsi dire sur la ligne de front et ont continué dans des conditions difficiles à recevoir des blessés, dont le nombre grandissait jour par jour. Après quelques jours il a été ordonné aux hôpitaux de se retirer. L’hôpital de Mladenovac s’est retiré à Kragujevac et a rejoint des autres hôpitaux à Kragujevac. Pendant seulement dix jours, il a accueilli et traité environ dix mille blessés“.

### Elsie Inglis
Elsie Inglis (angl. Elsie Maud Inglis; Naini Tal, 16 aout 1864 — Newcastle, 26 novembre 1917) était une doctoresse écossaise et suffragette qui excellait par son travail dans le cadre des hôpitaux militaires écossais en Serbie au cours de la Première Guerre mondiale. Elle est la première femme qui a reçu la plus haute médaille serbe – L'ordre de l'Aigle blanc.

### Remise en état de la fontaine
Selon le projet, et sous la supervision de l'Institut pour la protection des monuments culturels de la ville de Belgrade, au cours des années quatre-vingt du siècle dernier, des travaux ont été effectués pour la réhabilitation et la reconstruction de la fontaine et l'agencement de l'espace environnant, ainsi que d'autres travaux au début du millénaire. Malheureusement, l'eau qui traitait les blessés et les malades, maintenant n’est plus potable. Cette fontaine commémorative est l’un des monuments les plus célèbres à l'étranger ; elle est un bien culturel établi et un monument de la culture.

## Présentation
À l'automne de 1915, sur le lieu où il se trouvait le Deuxième Hôpital de réserve de Mladenovac, une fontaine a été construite en reconnaissance et souvenir de la mission médicale des femmes écossaises en Serbie et de son fondateur, le Dr Elsie Inglis, qui ont généreusement offert une assistance médicale et des soins aux soldats serbes blessés ainsi qu'à la population malade. Son nom provient de la source où elle a été construite, Crkvenac.[réf. nécessaire]
Les matériaux utilisés pour sa construction sont le béton, la brique et le marbre. La face avant, sous la forme semi-calotte, repose sur deux piliers, tandis que l'arrière repose sur une maçonnerie verticale. Une plaque de marbre blanc avec une partie supérieure arrondie est située au milieu de la surface verticale. Cette plaque porte l'inscription suivante, en anglais et en serbe :
«1915 – À la mémoire de la mission médicale des femmes écossaises en Serbie et de son fondateur, Dr Elsie Inglis – commémoré par le deuxième hôpital de réserve de Mladenovac. Construite par les soldats de la division de Morava, sous la direction du capitaine de réserve de la première classe, Borivoje Popović ».
Les lettres de l'inscription sont peintes en jaune d'or. À gauche et à droite de la plaque de marbre les médailles serbes sont présentes – la Médaille pour actes de bravoure de Miloš Obilić et l'Ordre de l'Étoile de Karadjordje avec des épées en bas-relief. Sur la face arrière de la fontaine, en position centrale, en bas-relief, l'épée et le fusil sont croisés avec des trompettes de guerre, à gauche et à droite. Au sommet de la semi-calotte, on trouve un chaïkatcha (chapeau traditionnel serbe) stylisé. La construction à un moment où l’hôpital et le centre de désinfection fonctionnent, et alors que la Mission et le Dr Elsie Inglis sont encore présents, témoigne d’une énorme gratitude et du respect qui ne permettent pas le retard ou l'oubli, surtout en temps de guerre qui ne reconnaît pas la valeur de l'existence humaine. Les éléments architecturaux traités de manière rustique, naïvement transposés des monastères médiévaux avec un chaïkatcha (chapeau traditionnel serbe) au sommet, les symboles de la guerre et les médailles, apportent une poésie épique. Soldats et civils ont partagé leurs plus grandes valeurs (les monastères, les saints du peuple serbe, les armes, les médailles serbes, le chaïkatcha, le chapeau militaire) avec ces grandes femmes et les leur ont attribuées en signe de reconnaissance longtemps avant que cela a été officiellement fait par l'État.
Chaque année, le 15 septembre, devant la fontaine commémorative « Crkvenac », est organisée une cérémonie d'anniversaire de la consécration de la fontaine, en gratitude à Elsie Inglis qui était à la tête de la mission médicale féminine la plus importante.